# 邦泰爾 (密蘇里州)
邦泰爾（英語：Bonne Terre）是位於美國密蘇里州聖弗朗索瓦縣的城市。

## 人口
根據2020年美國人口普查的數據，邦泰爾的面積為10.63平方千米，當中陸地面積為10.54平方千米，而水域面積為0.09平方千米。當地共有人口6903人，而人口密度為每平方千米649人。